# Problema dos tanques alemães

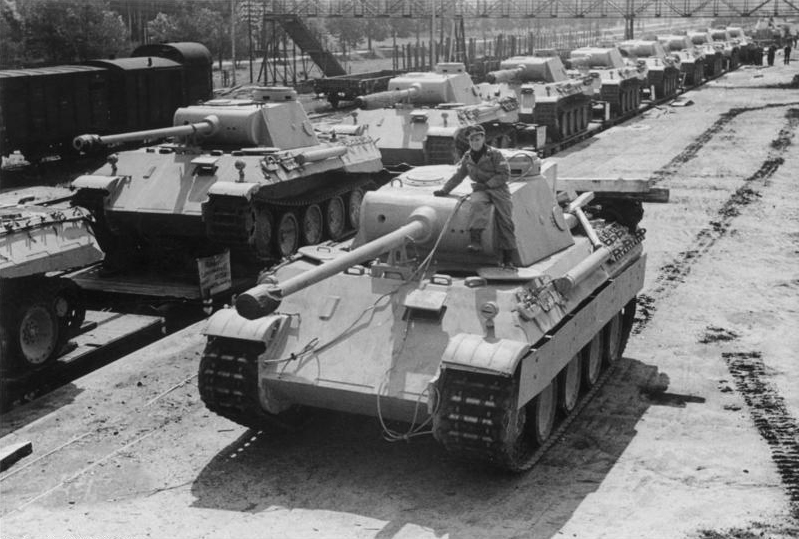
Durante a Segunda Guerra Mundial, a produção de tanques alemães como o Panther foi corretamente estimada pela inteligência dos Aliados usando métodos estatísticos.

Na teoria da estimativa, o problema de estimar o máximo de uma distribuição uniforme discreta de uma amostragem sem reposição é conhecido como Problema dos tanques alemães, por causa de sua aplicação na Segunda Guerra Mundial para a estimativa do número de tanques alemães.
A análise ilustra a diferença entre inferência frequencista e inferência bayesiana. Estimar o máximo da população baseado em uma única amostra leva a resultados divergentes, enquanto a estimativa baseada em múltiplas amostras é uma questão prática e instrutiva de estimativa cuja resposta é simples, mas não óbvia.

## Exemplo
Suponha que um oficial tenha avistado k=4 tanques com números de série 2, 6, 7, 14, então o máximo número de série observado é m=14. O número total de tanques desconhecido é chamado N.
A fórmula frequentista para a estimativa do total de tanques é
{\displaystyle N\approx m(1+k^{-1})-1=16.5}.
A estimativa Bayesiana é
{\displaystyle N\approx \mu \pm \sigma =20\pm 10}.
Naturalmente, ainda sabemos que há no mínimo 14 tanques. As fórmulas para a média e desvio padrão são
{\displaystyle \mu ={\frac {(m-1)(k-1)}{k-2}}}.
{\displaystyle \sigma ={\sqrt {\frac {(k-1)(m-1)(m-k+1)}{(k-3)(k-2)^{2}}}}}
A função massa de probabilidade é
{\displaystyle \Pr(N=n)={\begin{cases}0&{\text{if }}n<m\\{\frac {k}{k-1}}{\frac {\binom {m-1}{k-1}}{\binom {n}{k}}}&{\text{if }}n\geq m\end{cases}}}
Esta distribuição tem obliquidade positiva.

## Problema histórico
Em tempos de guerra, um objetivo chave da inteligência militar é determinar o poder de força do inimigo: na Segunda Guerra Mundial, os Aliados queriam estimar o número de tanques que os alemães tinham, e abordaram isto de duas formas principais: métodos tradicionais de inteligência e estimativa estatística. A abordagem estatística mostrou-se muito mais precisa do que os métodos tradicionais de inteligência; a referência primária para a abordagem estatística é Ruggles & Brodie (1947).

### Dados específicos
De acordo com as estimativas convencionais da inteligência dos Aliados, os alemães estavam produzindo em torno de 1400 tanques por mês entre junho de 1940 e setembro de 1942. Aplicando a fórmula aos números de série de tanques alemães capturados, o número foi calculado como sendo 246 por mês. Após a guerra, registros alemães capturados mostraram que o número real era de 245.
Estimativas para alguns meses específicos são dadas pela tabela abaixo:
| Mês         | Estimativa estatística | Estimativa tradicional | Registros alemães |
| Junho/1940  | 169                    | 1000                   | 122               |
| Junho/1941  | 244                    | 1550                   | 271               |
| Agosto/1942 | 327                    | 1550                   | 342               |

Pouco após o Dia D, seguindo os rumores de larga produção de tanques Panther obtidos pela inteligência convencional, análises das rodas de dois tanques (consistindo de 48 rodas cada, ou seja, 96 rodas no total) levaram a uma estimativa de Panthers produzidos em fevereiro de 1944, substancialmente mais do que tinha sido originalmente previsto; registros alemães após a guerra mostraram que a produção para aquele mês tinha sido de 276. Especificamente, a análise das rodas produziu uma estimativa do número de moldes de rodas; a discussão com os fabricantes de rodas britânicos estimou então o número de rodas que podem ser produzidos a partir destes muitos moldes.

### Análises semelhantes

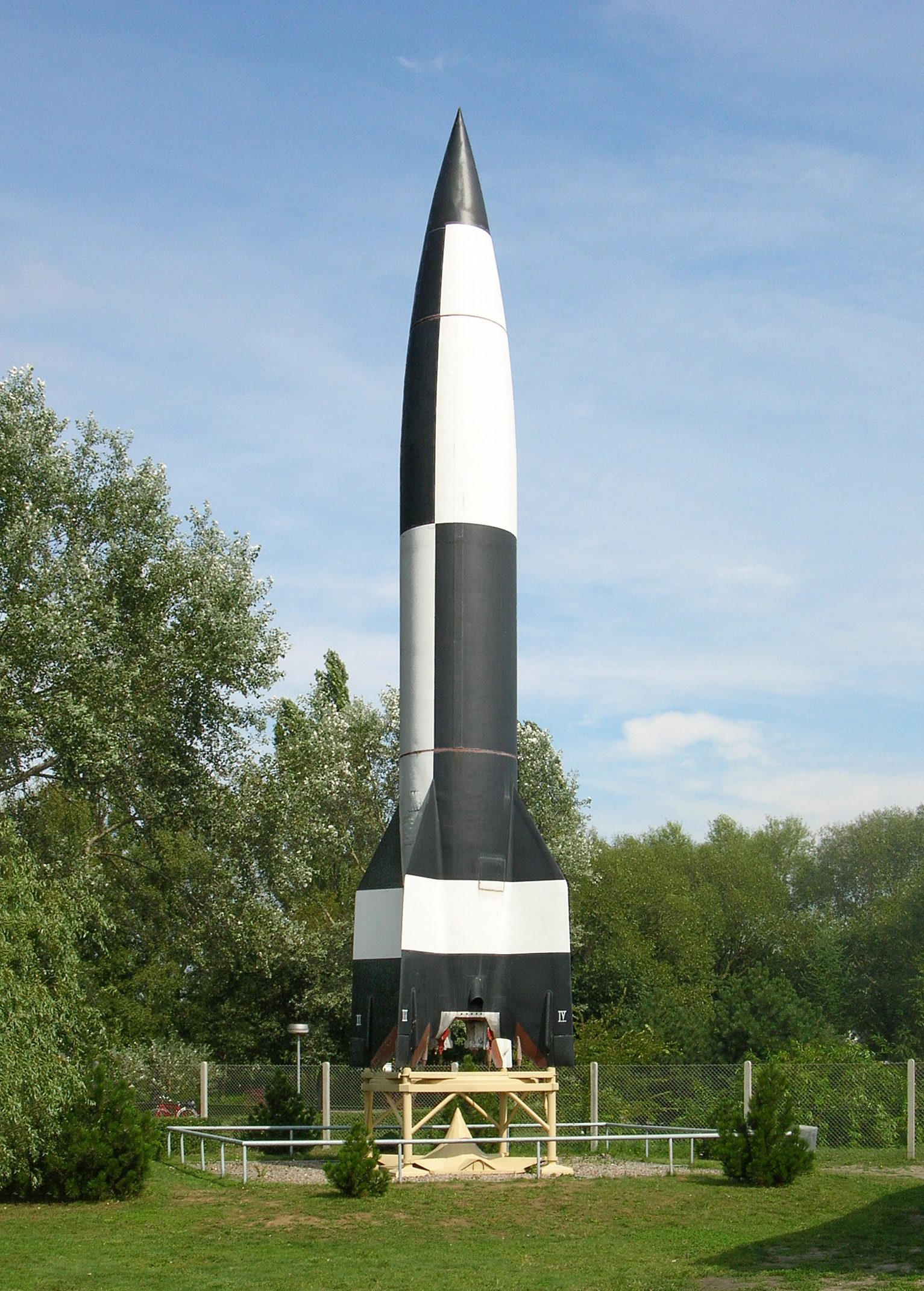
produção de foguetes V-2 foi estimada com precisão através de métodos estatísticos.

Semelhante análise do número de série foi usada para outros equipamentos militares durante a Segunda Guerra Mundial, a maioria com sucesso para o foguete V-2. 
Durante a Segunda Guerra Mundial, a inteligência alemã analisou marcas de fábrica em equipamentos militares soviéticos, e durante a Guerra da Coreia, marcas de fábrica no equipamento soviético foram analisadas novamente. Os soviéticos também estimaram a produção de tanques alemães durante a Segunda Guerra Mundial. 
Na década de 1980, alguns norte-americanos tiveram acesso à linha de produção de tanques Merkava de Israel. Os números de produção foram classificados, mas os tanques tinham números de série, o que permitiu estimar a produção.